# شیلا خداداد
شیلا خداداد (زادهٔ ۱۴ آبان ۱۳۵۹) بازیگر اهل ایران است. او فعالیتش را با حضور در درام اعتراض (۱۳۷۸) آغاز کرد و برای بازی در نقش اصلی مجموعهٔ تلویزیونی مسافری از هند (۱۳۸۱) به شهرت رسید. او در فیلم پرفروش اخراجی‌ها ۲ (۱۳۸۷) و مجموعه‌های گلشیفته (۱۳۹۶) و هیولا (۱۳۹۸–۱۳۹۷) ایفای نقش کرده‌است. او برای مجموعه هیولا نامزد دریافت جایزهٔ بهترین بازیگر زن کمدی تلویزیونی از جشن حافظ شد.

## زندگی و حرفه
شیلا خداداد در ۱۴ آبان ۱۳۵۹ در تهران به دنیا آمد. مادرش از کرد‌های اهل مهاباد است. او در دانشگاه آزاد واحد تهران شمال در رشتهٔ شیمی محض به تحصیل پرداخت. او غیر از بازیگری در زمینهٔ موسیقی نیز فعالیت داشته‌ است. خداداد با پزشکی به نام فرزین سرکارات، ازدواج کرده‌ است. وی همسرش را هنگام جراحی زیبایی بینی ملاقات کرد. حاصل این ازدواج یک پسر و یک دختر که به‌ترتیب در ٢٧ آبان ۱۳۹۲ و ١ فروردین ۱۳۹۶ به دنیا آمده‌اند.
خداداد به‌صورت اتفاقی بازیگری را دنبال کرد. فیلم‌ساز مسعود کیمیایی او را در داروخانه می‌بیند و به او پیشنهاد بازی در اعتراض (۱۳۷۸) را می‌دهد. او برای نقش‌آفرینی در این فیلم در میان عموم شناخته شد. او در سال ۱۳۸۱ نقش اصلی دختری هندی به‌نام «سیتا» را در مجموعهٔ تلویزیونی مسافری از هند ایفا کرد. این مجموعه مخاطبان زیادی را به خود جلب کرد و باعث شد تا خداداد به بازیگری برجسته در ایران تبدیل شود.
خداداد در مرداد ۱۳۹۸ کتاب بعضی رازها را نباید نگه داشت با موضوع آزار جنسی کودکان را ترجمه کرد.

## فیلم‌شناسی

### سینما
| سال  | نام فیلم                | کارگردان          |
| ---- | ----------------------- | ----------------- |
| ۱۳۹۴ | بادیگارد                | ابراهیم حاتمی کیا |
| ۱۳۸۹ | زنان ونوسی، مردان مریخی | کاظم راست‌گفتار    |
| ۱۳۸۸ | زمهریر                  | علی روئین‌تن       |
| ۱۳۸۸ | سن پطرزبورگ             | بهروز افخمی       |
| ۱۳۸۷ | اخراجی‌ها ۲              | مسعود ده‌نمکی      |
| ۱۳۸۷ | پسر تهرانی              | کاظم راست‌گفتار    |
| ۱۳۸۷ | پاتو زمین نذار          | ایرج قادری        |
| ۱۳۸۷ | پسر آدم، دختر حوا       | رامبد جوان        |
| ۱۳۸۷ | خیابان بیست و چهارم     | سعید اسدی         |
| ۱۳۸۷ | سایه وحشت               | عماد اسدی         |
| ۱۳۸۷ | یک اشتباه کوچولو        | محسن دامادی       |
| ۱۳۸۴ | سوغات فرنگ              | کامران قدکچیان    |
| ۱۳۸۳ | آکواریوم                | ایرج قادری        |
| ۱۳۸۳ | ازدواج به سبک ایرانی    | حسن فتحی          |
| ۱۳۸۱ | قلب‌های ناآرام           | مجید مظفری        |
| ۱۳۸۰ | عیسی می‌آید              | علی ژکان          |
| ۱۳۷۹ | آبی                     | حمید لبخنده       |
| ۱۳۷۸ | اعتراض                  | مسعود کیمیایی     |

### تلویزیون
| سال  | مجموعه             | کارگردان     |
| ---- | ------------------ | ------------ |
| ۱۳۹۸ | هیولا              | مهران مدیری  |
| ۱۳۹۶ | گلشیفته            | بهروز شعیبی  |
| ۱۳۹۴ | بیمار استاندارد    | سعید آقاخانی |
| ۱۳۸۶ | پیامک از دیار باقی | سیروس مقدم   |
| ۱۳۸۱ | مسافری از هند      | قاسم جعفری   |